# 44e cérémonie des César
La 44e cérémonie des César du cinéma, organisée par l'Académie des arts et techniques du cinéma, produite et diffusée sur Canal+, se déroule à la salle Pleyel à Paris le 22 février 2019 et récompense les films français sortis en 2018. Elle est présentée par Kad Merad et dédiée à Charles Aznavour, mort en octobre. Kristin Scott Thomas préside la cérémonie.
Pour la première fois, un « César des lycéens » est attribué ; il récompense le meilleur film choisi par 2 000 élèves de terminale des lycées (généraux, technologiques et professionnels) choisis par l'Éducation nationale.
Cette année, l'affiche officielle des César est une photographie d'Isabelle Huppert, réalisée par Roger Corbeau pour le film Violette Nozière de Claude Chabrol, sorti en 1978.
Un César d'honneur est remis à Robert Redford.
La cérémonie est dominée par le film Jusqu'à la garde qui remporte quatre récompenses dont celle du meilleur film et celle de la meilleure actrice.

## Présentateurs et intervenants
Par ordre d'apparition.
- Kad Merad, maître de cérémonie

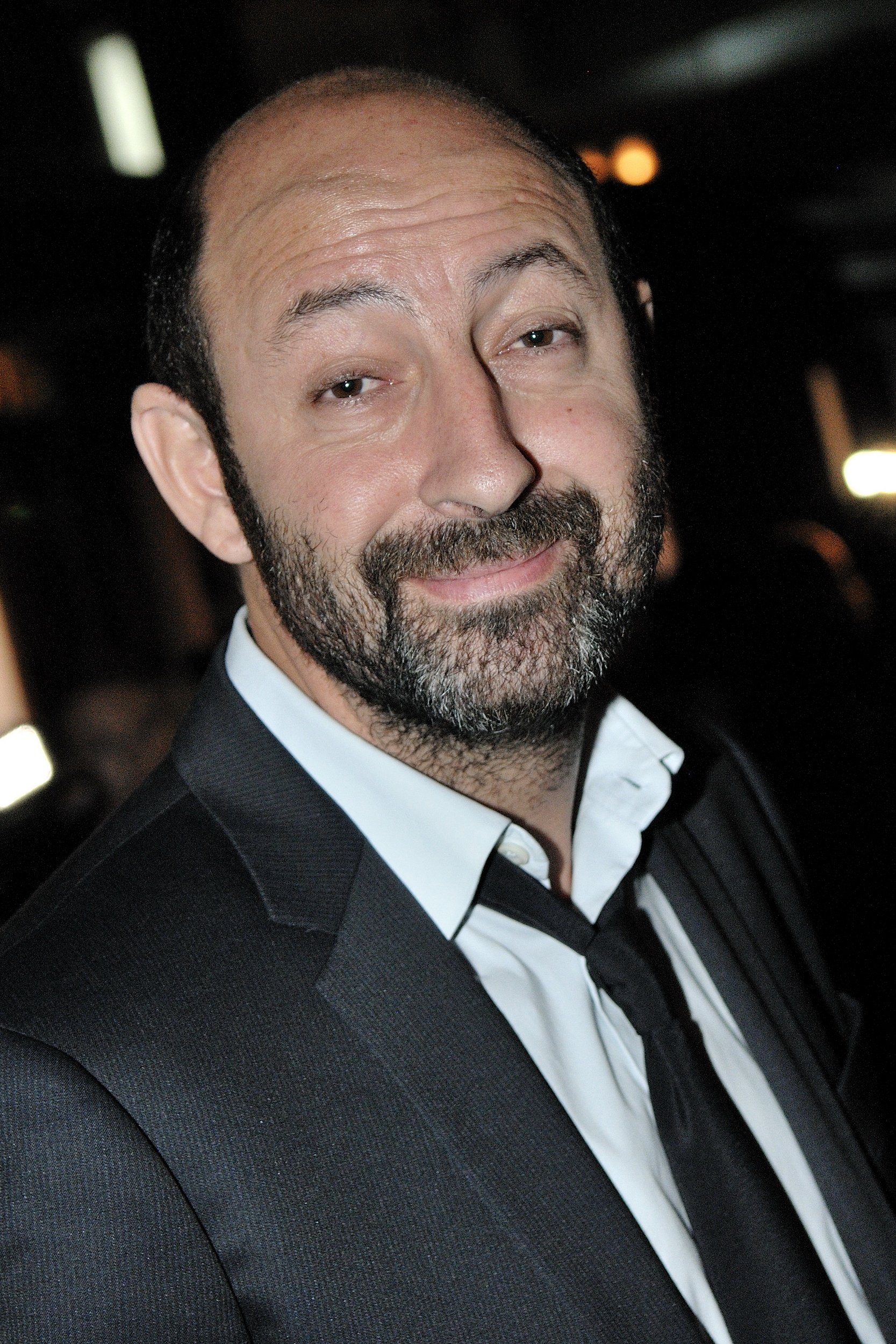
Kad Merad, maître de cérémonie.

- Kristin Scott Thomas, présidente de la cérémonie

- Audrey Fleurot, pour la remise du César du meilleur espoir féminin
- Laurence Arné, pour la remise du César de la meilleure photographie
- Camélia Jordana et Niels Schneider, pour la remise du César du meilleur espoir masculin
- Jérôme Commandeur, pour la remise du César du meilleur montage et du César du meilleur son
- Sara Giraudeau et Raphaël Personnaz, pour la remise du César du meilleur documentaire
- Laurent Lafitte, pour la remise du César du meilleur premier film
- Niels Arestrup, pour la remise du César de la meilleure adaptation
- Lucien Jean-Baptiste et Alice Belaïdi, pour la remise du César du meilleur court-métrage d'animation et du César du meilleur long-métrage d'animation
- Mohamed Merad (père de Kad Merad), pour la remise du César du public
- Élie Semoun, pour la remise du César des meilleurs costumes et du César des meilleurs décors
- Monica Bellucci, pour la remise du César du meilleur scénario original
- Eddy de Pretto, pour un hommage à Charles Aznavour (reprise de Je m'voyais déjà)
- Franck Gastambide et Anouar Toubali, pour la remise du César du meilleur court-métrage
- Gérard Darmon, pour la remise du César de la meilleure actrice dans un second rôle
- Kristin Scott Thomas, pour la remise du César d'honneur
- Virginie Ledoyen, pour la remise du César du meilleur acteur dans un second rôle
- Stéfi Celma et Cécile Cassel, pour la remise du César de la meilleure musique originale
- Rossy de Palma et Patrick Timsit, pour la remise du César du meilleur film étranger
- Diane Kruger, pour un hommage à Karl Lagerfeld, et la remise du César du meilleur acteur
- Guillaume Canet, pour la remise du César du meilleur réalisateur
- Guillaume Gallienne, pour la remise du César de la meilleure actrice
- Kristin Scott Thomas, pour la remise du César du meilleur film

## Palmarès
Les nominations sont annoncées le 23 janvier 2019 au cours d'une conférence de presse et le palmarès le 22 février 2019.

### Meilleur film
- Jusqu'à la garde de Xavier Legrand, produit par Alexandre Gavras
  - La Douleur de Emmanuel Finkiel, produit par Julien Deris, Marc Dujardin, Étienne Mallet, David Gauquié, Yaël Fogiel et Laetitia Gonzalez
  - En liberté ! de Pierre Salvadori, produit par Philippe Martin et David Thion
  - Les Frères Sisters de Jacques Audiard, produit par Pascal Caucheteux, Michel Merkt, Michael De Luca, Allison Dickey et John C. Reilly
  - Le Grand Bain de Gilles Lellouche, produit par Alain Attal et Hugo Sélignac
  - Guy d'Alex Lutz, produit par Oury Milshtein, Marine Bertrand, Estelle Cotte
  - Pupille de Jeanne Herry, produit par Alain Attal et Hugo Sélignac

### Meilleure réalisation
- Jacques Audiard pour Les Frères Sisters
  - Emmanuel Finkiel pour La Douleur
  - Pierre Salvadori pour En liberté !
  - Gilles Lellouche pour Le Grand Bain
  - Alex Lutz pour Guy
  - Xavier Legrand pour Jusqu'à la garde
  - Jeanne Herry pour Pupille

### Meilleur acteur
- Alex Lutz pour le rôle de Guy dans Guy
  - Édouard Baer pour le rôle du marquis des Arcis  dans Mademoiselle de Joncquières
  - Romain Duris pour le rôle d'Olivier dans Nos batailles
  - Vincent Lacoste pour le rôle de David dans Amanda
  - Gilles Lellouche pour le rôle de Jean dans Pupille
  - Pio Marmaï pour le rôle d'Antoine Parent dans En liberté !
  - Denis Ménochet pour le rôle d'Antoine Besson dans Jusqu'à la garde

### Meilleure actrice
- Léa Drucker pour le rôle de Miriam Besson dans Jusqu'à la garde
  - Élodie Bouchez pour le rôle d'Alice Langlois dans Pupille
  - Cécile de France pour le rôle de Madame de La Pommeraye dans Mademoiselle de Joncquières
  - Virginie Efira pour le rôle de Rachel Steiner dans Un amour impossible
  - Adèle Haenel pour le rôle d'Yvonne Santi dans En liberté !
  - Sandrine Kiberlain pour le rôle de Karine dans Pupille
  - Mélanie Thierry pour le rôle de Marguerite Duras dans La Douleur

### Meilleur acteur dans un second rôle
- Philippe Katerine pour le rôle de Thierry dans Le Grand Bain
  - Jean-Hugues Anglade pour le rôle de Simon dans Le Grand Bain
  - Damien Bonnard pour le rôle de Louis dans En liberté !
  - Clovis Cornillac pour le rôle de Fabrice Le Nadant dans Les Chatouilles
  - Denis Podalydès pour le rôle de Mathieu dans Plaire, aimer et courir vite

### Meilleure actrice dans un second rôle
- Karin Viard pour le rôle de Mado Le Nadant dans Les Chatouilles
  - Isabelle Adjani pour le rôle de Danny dans Le monde est à toi
  - Leïla Bekhti pour le rôle de Amanda dans Le Grand Bain
  - Virginie Efira pour le rôle de Delphine dans Le Grand Bain
  - Audrey Tautou pour le rôle d'Agnès Parent dans En liberté !

### Meilleur espoir masculin
- Dylan Robert pour le rôle de Zachary dans Shéhérazade
  - Anthony Bajon pour le rôle de Thomas dans La Prière
  - Thomas Gioria pour le rôle de Julien Besson dans Jusqu'à la garde
  - William Lebghil pour le rôle de Benjamin Sitbon dans Première Année
  - Karim Leklou pour le rôle de François dans Le monde est à toi

### Meilleur espoir féminin
- Kenza Fortas pour le rôle de Shéhérazade dans Shéhérazade
  - Ophélie Bau pour le rôle d'Ophélie dans Mektoub, my love: canto uno
  - Galatéa Bellugi pour le rôle d'Anna dans L'Apparition
  - Jehnny Beth pour le rôle de Chantal (adulte) dans Un amour impossible
  - Lily-Rose Depp pour le rôle d'Ève dans L'Homme fidèle

### Meilleur scénario original
- Xavier Legrand pour Jusqu'à la garde
  - Pierre Salvadori, Benoît Graffin et Benjamin Charbit pour En liberté !
  - Gilles Lellouche, Ahmed Hamidi et Julien Lambroschini pour Le Grand Bain
  - Alex Lutz, Anaïs Deban et Thibault Segouin pour Guy
  - Jeanne Herry pour Pupille

### Meilleure adaptation
- Andréa Bescond et Éric Métayer pour Les Chatouilles, d'après les pièces de théâtre Les Chatouilles et La Danse de la colère
  - Emmanuel Finkiel pour La Douleur, d'après le roman La Douleur de Marguerite Duras
  - Jacques Audiard et Thomas Bidegain pour Les Frères Sisters, d'après le roman Les Frères Sisters (en) de Patrick deWitt
  - Emmanuel Mouret pour Mademoiselle de Joncquières, d'après le roman Jacques le Fataliste et son maître de Denis Diderot
  - Catherine Corsini et Laurette Polmanss pour Un amour impossible, d'après le roman Un amour impossible de Christine Angot

### Meilleurs costumes
- Pierre-Jean Larroque pour Mademoiselle de Joncquières
  - Anaïs Romand et Sergio Ballo pour La Douleur
  - Pierre-Yves Gayraud pour L'Empereur de Paris
  - Milena Canonero pour Les Frères Sisters
  - Anaïs Romand pour Un peuple et son roi

### Meilleure photographie
- Benoît Debie pour Les Frères Sisters
  - Alexis Kavyrchine pour La Douleur
  - Laurent Tangy pour Le Grand Bain
  - Nathalie Durand pour Jusqu'à la garde
  - Laurent Desmet pour Mademoiselle de Joncquières

### Meilleurs décors
- Michel Barthélémy pour Les Frères Sisters
  - Pascal Le Guellec pour La Douleur
  - Emile Ghigo pour L'Empereur de Paris
  - David Faivre pour Mademoiselle de Joncquières
  - Thierry François pour Un peuple et son roi

### Meilleur montage
- Yorgos Lamprinos pour Jusqu'à la garde
  - Valérie Deseine pour Les Chatouilles
  - Isabelle Devinck pour En liberté !
  - Juliette Welfling pour Les Frères Sisters
  - Simon Jacquet pour Le Grand Bain

### Meilleur son
- Brigitte Taillandier, Valérie de Loof et Cyril Holtz pour Les Frères Sisters
  - Antoine-Basile Mercier, David Vranken et Aline Gavroy pour La Douleur
  - Cédric Deloche, Gwennolé Le Borgne et Marc Doisne pour Le Grand Bain
  - Yves-Marie Omnès, Antoine Baudouin et Stéphane Thiébaut pour Guy
  - Julien Sicart, Julien Roig et Vincent Verdoux pour Jusqu'à la garde

### Meilleure musique originale
- Vincent Blanchard et Romain Greffe pour Guy
  - Anton Sanko pour Amanda
  - Camille Bazbaz pour En liberté !
  - Alexandre Desplat pour Les Frères Sisters
  - Pascal Sangla pour Pupille
  - Grégoire Hetzel pour Un amour impossible

### Meilleur premier film
- Shéhérazade de Jean-Bernard Marlin
  - L'Amour flou de Romane Bohringer et Philippe Rebbot
  - Les Chatouilles d'Andréa Bescond et Éric Métayer
  - Jusqu'à la garde de Xavier Legrand
  - Sauvage de Camille Vidal-Naquet

### Meilleur film d'animation
- Dilili à Paris de Michel Ocelot
  - Astérix : Le Secret de la potion magique d'Alexandre Astier et Louis Clichy
  - Pachamama de Juan Antin

### Meilleur film documentaire
- Ni juge, ni soumise de Jean Libon et Yves Hinant
  - America de Claus Drexel
  - De chaque instant de Nicolas Philibert
  - Le Grand Bal de Laetitia Carton
  - Le Procès contre Mandela et les autres de Nicolas Champeaux et Gilles Porte

### Meilleur film étranger
- Une affaire de famille de Hirokazu Kore-eda •  Japon
  - Three Billboards : Les Panneaux de la vengeance de Martin McDonagh •  États-Unis •  Royaume-Uni
  - Capharnaüm de Nadine Labaki •  Liban
  - Cold War de Paweł Pawlikowski •  Pologne
  - Girl de Lukas Dhont •  Belgique •  Pays-Bas
  - Hannah de Andrea Pallaoro •  Italie
  - Nos batailles de Guillaume Senez •  Belgique •  France

### Meilleur court métrage
- Les Petites Mains de Rémi Allier
  - Braguino de Clément Cogitore
  - Les Indes galantes de Clément Cogitore
  - Kapitalistis de Pablo Muñoz Gomez
  - Laissez-moi danser de Valérie Leroy

### Meilleur court métrage d'animation
- Vilaine Fille (Kötü Kız) d'Ayce Kartal (tr)
  - Au cœur des ombres de Mónica Santos et Alice Guimarães
  - La Mort, père et fils de Denis Walgenwitz et Winshluss
  - Raymonde ou l'évasion verticale de Sarah Van den Boom

### Récompenses spéciales

#### César d'honneur
- Robert Redford

#### César du public
- Les Tuche 3 d'Olivier Baroux

#### César des lycéens
- Jusqu'à la garde de Xavier Legrand

Prix remis en marge de la cérémonie, il est annoncé le 25 février, et remis à l'équipe du film, le 13 mars à la Sorbonne. Ce premier prix des lycéens est attribué au film.

## Statistiques

### Nominations multiples
- 10 : Le Grand Bain ; Jusqu'à la garde ;
- 09 : En liberté ! ; Les Frères Sisters ;
- 08 : La Douleur ;
- 07 : Pupille ;
- 06 : Guy ; Mademoiselle de Joncquières ;
- 05 : Les Chatouilles ;
- 04 : Un amour impossible ;
- 03 : Shéhérazade ;
- 02 : Amanda ; L'Empereur de Paris ; Nos batailles ; Un peuple et son roi ; Le monde est à toi.

### Récompenses multiples
- 4 : Jusqu'à la garde ; Les Frères Sisters ;
- 3 : Shéhérazade ;
- 2 : Les Chatouilles ; Guy.

## Audiences
La cérémonie réunit 1 646 000 téléspectateurs, soit 9,6 % du public. Il s’agit de l’un de ses plus mauvais scores, selon des chiffres de Médiamétrie, plus précisément les pires depuis 2010.